# Cree Cicchino
Cree Cicchino, all'anagrafe Cree Elizabeth Cicchino (Queens, 9 maggio 2002), è un'attrice, doppiatrice, ballerina e modella statunitense, nota per aver interpretato il ruolo di Babe Carano nella sitcom Game Shakers di Nickelodeon e per quello di Marisol Fuentes nella serie di Netflix Mr. Iglesias.

## Biografia
Cree Cicchino è nata il 9 maggio 2002 nel distretto del Queens (New York) da madre Lori Cicchino e da padre Chris Cicchino. Ha origini italiane ed ecuadoriane ed è nata insieme a sua sorella Jayce da un parto gemellare.

## Carriera
Cree Cicchino ha iniziato a ballare all'età di quattro anni. La sua carriera di attrice è iniziata quando sua madre l'ha iscritta a un corso di recitazione tra gli undici e i dodici anni, dopodiché ha deciso che voleva fare l'attrice per il gruppo di sketch comici.
Nel 2015, all'eta di tredici anni, ha interpretato il ruolo principale di Babe Carano nella serie di su Nickelodeon prodotta da Dan Schneider intitolata Game Shakers, fino al 2019 quando è terminata la terza stagione. Sempre nel 2015 ha recitato nei film televisivi Nickelodeon's Ultimate Halloween Costume Party diretto da Lauren Quinn e in Superstars Super Christmas (Nickelodeon's Ho Ho Holiday) diretto da Jonathan Judge. Dal 2016 al 2017 ha doppiato il personaggio di Seashell nella serie animata Whisker Haven Tales with the Palace Pets.
Nel 2017 ha recitato nei film televisivi Il mitico campo estivo (Nickelodeon's Sizzling Summer Camp Special) e in Not So Valentine's Special, entrambi diretti da Jonathan Judge. Nello stesso anno ha interpretato il ruolo di Babe Carano nel crossover delle serie Henry Danger e Game Shakers, intitolato Danger Games. Sempre nel 2017 ha preso parte al video musicale Perfect Crime di Sean Ryan Fox. Nel 2018 ha doppiato il personaggio di Quinn nella serie animata Le avventure di Kid Danger (The Adventures of Kid Danger).
Nel 2018 ha ricoperto il ruolo di Julia nella serie Me, Myself & I. Nell'agosto dello stesso anno è stata scelta per il ruolo di Marisol Fuentes nella serie comica di Netflix Mr. Iglesias, che ha debuttato nel 2019. Nell'agosto dello stesso anno, è stata scelta per il ruolo di Mim, la migliore amica di Clancy i cui genitori sono stati rapiti, nel film di Netflix L'ultimo colpo di mamma (The Sleepover), uscito nell'agosto 2020.
Nel 2020 ha interpretato i ruolo di Marisol Fuentes nella serie Sitcom contro sitcom, spin-off di Mr. Iglesias. Nel 2021 e nel 2022 ha interpretato il ruolo di Luisa Torres nella miniserie And Just Like That... Nel 2022 ha doppiato il personaggio di Bubbles / Nellie / Alice nella serie animata Robot Chicken ed ha ricoperto il ruolo di Melanie nel film Stay Awake diretto da Jamie Sisley. Nello stesso anno ha ottenuto il ruolo di Brianna nella serie Unplanned in Akron. Nel 2023 ha interpretato il ruolo di Annie nel film #FBF diretto da Ilyssa Goodman. L'anno successivo, nel 2024, ha ricoperto il ruolo di Daisy Ramirez nel film Tartarughe all'infinito (Turtles All the Way Down) diretto da Hannah Marks.

## Filmografia

### Attrice

#### Cinema
- L'ultimo colpo di mamma (The Sleepover), regia di Trish Sie (2020)
- Stay Awake, regia di Jamie Sisley (2022)
- #FBF, regia di Ilyssa Goodman (2023)
- Tartarughe all'infinito (Turtles All the Way Down), regia di Hannah Marks (2024)

#### Televisione
- Nickelodeon's Ultimate Halloween Costume Party, regia di Lauren Quinn – film TV (2015)
- Superstars Super Christmas (Nickelodeon's Ho Ho Holiday), regia di Jonathan Judge – film TV (2015)
- Game Shakers – serie TV, 63 episodi (2015-2019)
- Il mitico campo estivo (Nickelodeon's Sizzling Summer Camp Special), regia di Jonathan Judge – film TV (2017)
- Not So Valentine's Special, regia di Jonathan Judge – film TV (2017)
- Henry Danger – serie TV, speciale crossover: Danger Games (2017)
- Me, Myself & I – serie TV, 1 episodio (2018)
- Mr. Iglesias – serie TV, 21 episodi (2019-2020)
- Sitcom contro sitcom – serie TV, 1 episodio (2020)
- And Just Like That... – serie TV, 7 episodi (2021-2022)
- Unplanned in Akron – serie TV (2022)
- Big Sky – serie TV, 13 episodi (2022-2023)

#### Video musicali
- Perfect Crime di Sean Ryan Fox (2017)

### Doppiatrice

#### Televisione
- Whisker Haven Tales with the Palace Pets – serie animata, 4 episodi (2015-2017)
- Le avventure di Kid Danger (The Adventures of Kid Danger) – serie animata, 1 episodio (2018)
- Robot Chicken – serie animata, 1 episodio (2022)

## Programmi televisivi
- Paradise Run – game show, 3 puntate (Nickelodeon, 2018) – Concorrente
- Home & Family – talk show, 1 puntata (Hallmark Channel, 2019) – Guest star
- Noches con Platanito – talk show (Estella TV, 2019) – Guest star
- Made in Hollywood – talk show, 1 puntata (Syndication, 2020) – Guest star
- Venn Arcade Live – game show, 1 puntata (Twitch, 2020) – Concorrente
- Sherri – talk show, 1 puntata (Syndication, 2023) – Guest star

## Doppiatrici italiane
Nelle versioni in italiano dei suoi film e delle sue serie TV, Cree Cicchino è stata doppiata da:
- Federica Russello[31] in And Just Like That...[32], in Big Sky[33]
- Valentina Pallavicino[34] in Game Shakers[35]
- Margherita De Risi[36] in Mr. Iglesias[37]

## Riconoscimenti
- Imagen Awards
  - 2017: Candidata come Attrice televisiva preferita per la serie Game Shakers[38]
  - 2018: Candidata come Star televisiva preferita per la serie Game Shakers[39]